# Sankt Görans kyrka, Elionka
Sankt Görans kyrka, (ryska: Георгиевская церковь; translitteration: Georgijevskaja tserkov) eller Den store martyren Göran den segerrikes kyrka, (Храм великомученика Георгия Победоносца/Chram velikomucenika Georgija Pobedonosca) är en rysk gammal-ortodox träkyrkobyggnad belägen i den centrala delen av byn Elionka i Starodubskij distrikt i Brjansk oblast, i västra Ryssland.
Kyrkan är helgad åt den romerska martyren, soldaten och helgonet Sankt Göran och tillhör Moskvas stift i den ryska gammal-ortodoxa kyrkan.

## Historia
Sankt Görans kyrka i Elionka började byggas 1910 och invigdes ursprungligen för att hedra Johannes Döparens födelse och en ikon av som föreställer Jungfru Maria och Jesusbarnet vid namn "av tecknet" och bar under den tiden namnet Sankt Johannes av Tecknets kyrka.
I mitten av 1930-talet stängdes kyrkan ner och användes då som ett spannmålsmagasin.
Sommaren 1973 skadades kyrkan av en brand som orsakades av ett blixtnedslag och med tiden kollapsade klocktornets kupol.
I mitten av 1990-talet överfördes kyrkan till den ryska gammal-ortodoxa kyrkan. Kyrkan återinvigdes för att hedra Sankt Göran, efter namnet på en riven kyrka som stod i närheten.

## Arkitektur
Kyrkan är gjord av trä, som är i blandform av rysk stil och ukrainsk barock. Väggarna är gjorda av stockar, är klädda med ask från insidan och målade med oljefärg. Källaren är av tegel.
Byggnaden består av ett klocktorn med tre våningar, ett rektangulärt refektorium och ett femsidigt altare.

## Övrigt
Kyrkans dag är den 6 maj och gudstjänster hålls regelbundet.